# Biscoia sudpolaris
Biscoia sudpolaris är en urinsektsart som beskrevs av John Tenison Salmon 1962. Biscoia sudpolaris ingår i släktet Biscoia och familjen Hypogastruridae. Inga underarter finns listade.